# Thomas Kiefer (Ruderer)
Thomas „Tom“ Nisbit Kiefer (* 25. Februar 1958 in Sharon, Connecticut) ist ein ehemaliger Ruderer aus den Vereinigten Staaten, der 1984 Olympiazweiter im Vierer mit Steuermann war.

## Sportliche Karriere
Der 1,90 m große Thomas Kiefer belegte bei den Junioren-Weltmeisterschaften 1975 den siebten Platz mit dem Achter, 1976 gewann er die Bronzemedaille im Zweier mit Steuermann. Bei den Panamerikanischen Spielen 1979 gewann er Silber im Zweier mit Steuermann. Der Student der Northwestern University nahm 1981 erstmals an Weltmeisterschaften in der Erwachsenenklasse teil. Bei den Weltmeisterschaften in München gewann er mit dem Achter die Bronzemedaille hinter den Booten aus der UdSSR und aus dem Vereinigten Königreich. Im Jahr darauf belegte der Achter den vierten Platz bei den Weltmeisterschaften in Luzern.
Nach dem Ende seines Studiums trat Kiefer für den Penn Athletic Club in Philadelphia an. Bei den Olympischen Spielen 1984 in Los Angeles erreichten Thomas Kiefer, Gregory Springer, Michael Bach, Edward Ives und Steuermann John Stillings im Vorlauf als Zweite hinter den Briten und im Hoffnungslauf als Zweite hinter den Neuseeländern das Ziel. Im Finale siegten die Briten mit anderthalb Sekunden Vorsprung vor den Amerikanern, die ihrerseits über drei Sekunden Vorsprung auf die drittplatzierten Neuseeländer hatten. Bei den Weltmeisterschaften 1985 in Hazewinkel und 1986 in Nottingham erkämpfte Kiefer jeweils Bronze mit dem Achter.
Kiefer arbeitete später in einer Spedition. Daneben war er in Boston als Trainer im Senioren-Rudern tätig.